# Кікімора
Кікі́мора — слов'янський (переважно східнослов'янський) міфологічний персонаж, зазвичай жіночої статі, мешкає в оселі людини та інших будівлях, пряде в нічний час, може завдавати збитків і неприємностей (господарству та людям).
Кікімора може бути «поганим» або «хорошим» духом, залежно від господарів житла.
Також її вважають богинею сновидінь і донькою Мари. Уявлялась сонливою, блідою дівою, яка жила в людській оселі у комині чи запічку .

## Походження
Перші згадки про кікімору відомі з XVII століття, припускається також зв'язок її образу з давнішими персонажами.
Народні повір'я вказують, що кікімори беруть початок від загиблих «неправильною» смертю (нехрещених або вбитих дітей, самогубців тощо), від проклятих і поцуплених нечистою силою дітей. Також вважалось, що кікімору можуть накликати до будинку незадоволені будівельники та чаклуни, підклавши в нього магічний предмет, найчастіше ляльку, яка відтак оживала.

## Персонаж
Кікімору описували як низеньку скорчену неохайну та потворну бабцю, довгокосу дівчину або жінку, як маленьку дівчинку або навіть як чоловіка або старого. Відповідно до різних інших описів кікімора може бути дуже малою та тонкою, з великою головою, довгими руками, короткими ногами, в неї булькаті очі, волохаті лапи, є роги, хвіст, вона покрита пір'ям або шерстю. Вона могла поставати в образі тварини. Кікімори зазвичай невидимі. Вони невгамовні, швидко бігають, а коли сидять — то постійно підскакують. Кікімори можуть спілкуватися з людьми людською мовою або за допомогою стукоту.
Згідно з народними уявленнями, кікімори мешкають у житлових будинках, рідше — в господарських спорудах, у лазні, в порожніх хатах. Поява кікімори вважалась ознакою того, що в будинку «нечисто», негаразд. У більшості регіонів активність кікімори не прив'язували до певної пори року, лише в деяких місцях приписували до святкової нечисті. Вдень кікімора ховається від людей у відлюдних місцях будівлі. Уночі вона виходить із сховку і займається улюбленими справами, на першому місці серед яких прядіння й інша схожа жіноча робота. Однак роботу цю кікімора виконувала неякісно, тож після неї господарям потрібно було все перероблювати.
Звичайно вважалось, що кікімори завдають людям різних неприємностей: заважають спати і лякають різними звуками, докучають маленьким дітям, вторгаються і душать уночі, кидаються різними предметами, впускають і ламають речі, виривають або вистригають уві сні волосся в людей, шерсть у скоту, пір'я у птиці. Активність кікімори могла навіть примусити господарів покинути свій дім. Є історії, в яких кікімори згублюють людину. Побачити кікімору вважалось поганою прикметою. У народі описувалась низка засобів захисту від кікімори та способів витурити її з дому.
Уявлення про кікімору були досить розпливчастими. Під цією назвою окрім самостійного домашнього духа також міг матись на увазі цілий ряд інших персонажів. Так, під впливом образів домовика та його дружини кікімору могли розглядати і як корисного домашнього духа, що допомагає хорошій господині в прядінні, побутовій роботі, догляді за дітьми та тваринами. У сучасній культурі частіше з'являються лісова або болотяна кікімора — покрита травами та мохом потворна бабуся, що лякає і збиває з дороги людей та цупить дітей. Кікімора є персонажем низки художніх творів.

## Назва та етимологія
Повір'я про кікімору поширені здебільшого в росіян і, меншою мірою, в білорусів — біл. кікі́мара, кікімо́ра. Серед інших назв кікімори: споріднені — рос. кики́морка, кики́мра, куки́мора (усі — північ Росії), кики́мор, ки́ка, кы́ка, ма́ра́, мора, маруха, чучу́мора, шиши́мора, шуши́мора; інші — моко́ша, моку́ша, мокру́ха, огибошна, пря́ха та самопря́ха, пустодо́мка, сусе́дка, біл. ве́шчыца (Вітебська губернія). Зафіксовано, що серед українців у Київській губерній побутували повір'я про так званих нічок, що мали схожі з кікіморами ознаки. Слово кікімора, без відповідного комплексу уявлень, зареєстровано і в інших слов'ян: діалектне пол. kikimora, kicimora — «привид; дух, що душить уночі»; книжне чеське та словацьке kykymora — «домовик у древніх слов'ян», болг. кикимо́ра — «злий жіночий дух, перевертень», сербохорв. кикимо́ра — «страшний привид». Подібні уявлення про злого домашнього духа спостерігаються і в народів, з якими довгий час жили поруч росіяни і перебували під взаємним культурним впливом, наприклад, у комі та вепсів.

### Українською мовою
- Іваненко О. В. Слов’янські старожитності. Демонологія. IV (псл. *kukumora, *kykymora) // Вісник Львівського університету. Серія філологічна. — 2012. — Вип. 56.1. — С. 250—256. — ISSN 2078-5534.

### Російською мовою
- Перетц В. Н. Кикимора // Энциклопедический словарь Брокгауза и Ефрона : в 86 т. (82 т. и 4 доп. т.). — СПб., 1890—1907. — Т. XV (1895): Керосин — Коайе. — С. 51—52. (рос. дореф.)
- Максимов С. В. Кикимора // Нечистая, неведомая и крестная сила / Этнографическое бюро князя В. Н. Тенишева. — СПб. : Товарищество Р. Голике и А. Вильборг, 1903. — С. 61—67.
- Никифоровский Н. Я. Кикиморы (вещицы) // Нечистики. Свод простонародных в Витебской Белоруссии сказаний о нечистой силе. — Вильна : Н. Мац и Ко, 1907. — С. 64—65.
- Токарев С. А. Злые духи // Религиозные верования восточнославянских народов XIX — начала XX века / С. И. Ковалев. — 2. — М. : Либроком, 2012. — С. 103—104. — (Академия фундаментальных исследований: этнология) — ISBN 978-5-397-02283-5.
- Власова М. Н. Качица; Кикимора; Пряха; Пустодомка; Шишимора // Энциклопедия русских суеверий = Новая абевега русских суеверий = Русские суеверия: Энциклопедический словарь. — СПб. : Азбука-классика, 2008. — 622 с. — 15000 прим. — ISBN 978-5-91181-705-3.
- Новичкова Т. А. Кикимора // Русский демонологический словарь. — СПб. : Петербургский писатель, 1995. — С. 210—218. — 4100 прим. — ISBN 5-265-02803-X.
- Черепанова О. А. Очерк традиционных народных верований Русского Севера (комментарии к текстам): Народная демонология: Прочие персонажи // Мифологические рассказы и легенды Русского Севера. — СПб. : Издательство СПбГУ, 1996. — 212 с. — ISBN 5-288-01444-2.
- Левкиевская Е. Е. Кикимора // Славянские древности: Этнолингвистический словарь. — Т. 2.
- Левкиевская Е. Е. Кикимора // Мифы русского народа. — М. : Астрель, АСТ, 2000. — С. 259—265, 493—494. — 10 000 прим. — ISBN 5-271-00676-X, ISBN 5-17-002811-3.
- Пигин А. В. Кикимора в изображении русского книжника XVII в. // Живая старина. — 2001. — № 3. — С. 13—14. — ISSN 0204-3432.
- Криничная Н. А. Русская мифология: Мир образов фольклора. — М. : Академический проект; Гаудеамус, 2004. — С. 175—178; 463—493. — (Summa) — ISBN 5-8291-0388-5, ISBN 5-98426-022-0.
- Мадлевская Е. Л. Кикимора // Русская мифология. Энциклопедия. — М. : Мидгард, Эксмо, 2005. — С. 372—380. — ISBN 5-699-13535-9.
- Никитина А. В. Кикимора // Русская демонология. — 3. — М. : Флинта, 2013. — С. 45—64. — ISBN 978-5-9765-1768-4; ISBN 978-5-9765-1767-7.
- Ухова И. В. Кикимора — мифологический и литературный персонаж // Славянский сборник. Материалы XI Всероссийских (с международным участием) Славянских чтений «Духовные ценности и нравственный опыт русской цивилизации в контексте третьего тысячелетия», проведённых 29-30 мая 2012 года / Н. А. Паршиков; Н. А. Переверзева. — Орёл : Орловский государственный институт искусств и культуры, 2014. — С. 26—33. — ISBN 978-8-91468-148-4.

### Білоруською мовою
- Коваль У. І. Кікімара // Народныя ўяўленні, павер'і і прыкметы. Даведнік па ўсходнеславянскай міфалогіі. — Гомель : Беларускае агенцтва навукова-тэхнічнай і дзелавой інфармацыі, 1995. — С. 84—85. — ISBN 985-415-005-4.
- Кікімары / У. А. Васілевіч // Беларуская міфалогія: Энцыклапедычны слоўнік. — Беларусь, 2004. — С. 245—246. — ISBN 985-01-0473-2.
- Новак В. С. Кікімара // Славянская  міфалогія (на  матэрыялах  Гомельскай  вобласці). — Мн. : Право и экономика, 2009. — С. 184—195. — (Гуманітарныя навукі) — ISBN 9854427161, ISBN 9789854427164.